# NGC 4405
NGC 4405 é uma galáxia espiral (S0-a) localizada na direcção da constelação de Coma Berenices. Possui uma declinação de +16° 10' 52" e uma ascensão recta de 12 horas, 26 minutos e 07,1 segundos.
A galáxia NGC 4405 foi descoberta em 21 de Março de 1784 por William Herschel.